# Prominence (jogo de 2015)
Prominence é um jogo de aventura e ficção científica ao estilo "apontar e clicar" desenvolvido pela Digital Media Workshop, uma desenvolvedora de jogos independente localizada na cidade de Nova Iorque. A jogabilidade envolve a resolução de puzzles (quebra-cabeças), passados dos personagens e uma história de esperança e humanidade nos moldes clássicos das histórias de ficção científica.
Em agosto de 2013, a versão de demonstração foi lançada para análise. Em 21 de janeiro de 2014, o jogo foi liberado na plataforma de distribuição Steam. Em 22 de julho de 2015, foi anunciado que o desenvolvimento de um prólogo sobre ele começaria a ser publicado na internet. A cada semana, um novo capítulo era disponibilizado online fornecendo mais informações sobre as histórias dos personagens, mundo do jogo e missões de colonização. O jogo completo foi lançado em 6 de novembro de 2015.

## Enredo
Após viver por gerações como refugiados fugitivos, o povo de Letarri direciona sua atenção para um planeta distante como uma promessa de uma nova casa. Mas quando a missão interestelar de colonização do novo mundo dá terrivelmente errada, o destino daquelas pessoas cai nas mãos de aventureiro solitário. Cabendo ao jogador ter que desvendar o mistério que está acontecendo. O nome do jogo é uma referência ao fenômeno natural de uma erupção solar.

## Jogabilidade
O jogo é uma aventura em primeira pessoa similar as séries Myst e Riven com uma interface "aponte e clique" estilo neo-futurista e industrial. O jogador pode também se deslocar ao redor de uma área clicando e arrastando com o mouse. Clicando com o mouse para ir em certas direções resulta em uma transição em vídeo mostrando o movimento do jogador. Alguns puzzles vêm em forma de uma interface de computador com texto retro ou utilizando uma interface de usuário em 2D.

## Desenvolvimento
A primeira abordagem a história foi escrita em janeiro de 2006. Originalmente, eles usaram uma modificação do motor SCream Nucleosys; formalmente usado para o jogo de aventura e terror, "aponte e clique", Scratches. Em 2009, eles desenvolveram um motor próprio que deveria suprir melhor as necessidades do jogo.

## Elenco
- Stephanie Riggio como ANNIE
- Jason Douglas como Ren Keterek
- Rick Jelinek como Alavaji
- Allison King como Teleda
- Lynn McCune como Reitessa
- George Ledoux como Zemith
- Anna Vocino como Ren Talove
- Carrie Barton como Ren Narden
- Aaron Phillips como Ashlani
- Sean Crisden como Orannis, Vyrse, Pepka
- Dan Nachtrab como Harije
- Tracy Pfau como Saia Lorvet
- Gary Ritchie como Mannet
- Tom Griffith como M. Secarra